# 穂高町
穂高町（ほたかまち）は、長野県南安曇郡に属していた町。現在の安曇野市北西部にあたる。
本項では町制前の名称である東穂高村（ひがしほたかむら）についても述べる。

## 地理
- 山 : 有明山、常念岳、前常念岳、大天井岳、燕岳
- 河川 : 中房川、高瀬川、烏川
- 堰・用水路 : 拾ヶ堰、矢原堰

### 隣接していた自治体
- 松本市
- 大町市
- 東筑摩郡 明科町
- 南安曇郡 豊科町、堀金村
- 北安曇郡 池田町、松川村

## 歴史
- 1874年（明治7年）10月25日 - 筑摩県安曇郡保高町村・保高村・矢原村・白金村・貝梅村・等々力町村・等々力村が合併して東穂高村となる。
- 1876年（明治9年）8月21日 - 東穂高村が長野県の所属となる。
- 1878年（明治11年）1月4日 - 郡区町村編制法の施行により、東穂高村が南安曇郡の所属となる。
- 1889年（明治22年）4月1日 - 町村制の施行により、東穂高村が単独で自治体を形成。
- 1921年（大正10年）7月1日 - 東穂高村が町制施行・改称して穂高町となる。
- 1954年（昭和29年）11月3日 - 有明村・西穂高村・北穂高村と合併し、改めて穂高町が発足。
- 2005年（平成17年）10月1日 - 豊科町・堀金村・三郷村・明科町と合併して安曇野市が発足。同日穂高町廃止。

## 教育
- 長野県穂高商業高等学校
- 穂高東中学校
- 穂高西中学校
- 穂高南小学校
- 穂高北小学校
- 穂高西小学校

## 交通

### 路線バス
- 池田町営バス（乗場：穂高駅前・穂高病院前・古川整形外科医院前・有明駅前・安曇追分駅前）
- 南安タクシー・安曇観光タクシー
- 安曇野穂高周遊バス

### 鉄道
- 東日本旅客鉄道大糸線
  - 柏矢町駅、穂高駅、有明駅、安曇追分駅

### 道路
- 国道147号

## 名所・旧跡・観光
- 穂高神社
- 矢原神明宮
- 穂高宿
- 松尾寺（重要文化財）
- 有明山神社（県指定文化財）
- 東光寺
- 満願寺
- 等々力家
- 碌山美術館
- 井口喜源治記念館
- 大王わさび農場
- 穂高温泉
- 有明温泉（有明荘）
- 中房温泉
- 国営アルプスあづみの公園
- 穂高古墳群
- 魏石鬼窟
- 早春賦歌碑公園
- 道祖神公園
- アイマックスシアター（閉館）
- アートヒルズ（閉館）

## 大型商業施設
- 穂高ショッピングパーク
- あづみのショッピングプラザ

## 施設
- 穂高郵便局
- 穂高消防署
- 安曇野警察署穂高交番
- 安曇野市役所穂高支所
- 穂高クリーンセンター
- 穂高リサイクルセンター
- 安曇野市図書館中央図書館
- 穂高病院

## 出身著名人
- 上松美香 - アルパ奏者
- 上松範康 - 作詞家・作曲家・編曲家・音楽プロデューサー
- 井口喜源治 - 教育者
- 小川大系 - 彫刻家
- 宇留賀敬一 - 経産閣僚、群馬県副知事
- 荻原碌山 - 彫刻家
- 清沢洌 - ジャーナリスト、評論家
- 清沢清志 - 詩人
- 小平総治 - 官僚
- 小室孝雄 - 洋画家
- 相馬愛蔵 - 新宿中村屋創業者
- 高島章貞 - 医師
- 髙橋節郎 - 漆芸家
- 東條𫇠 - ワシントン靴店創業者
- 等々力孫一郎 - 治水家
- 等々力巳吉 - 洋画家
- 花岡堅而 - 医師、元日本医師会会長
- 平林盛人 - 陸軍中将・官選松本市長・穂高町長
- 降旗節雄 - 経済学者・帝京大学名誉教授
- 松沢求策 - 自由民権運動家
- 望月市恵 - ドイツ文学者
- 望月薫雄 - 官僚